# 우정맨
《우정맨》(友情マン)은 떴다! 럭키맨의 등장인물이다. 성우는 이쿠라 카즈에/정유미.

## 소개
본명 하라다유요. 3형제 중에서 차남이자 노력맨의 형이자 승리맨의 동생이다.
기본적으로 친구가 된 히어로 힘을 빌리고 적과 싸우기 위해, 전투 요원으로서의 활약은 3형제중에서는 제일 적다.
그러나, 진지해지면 자신의 전투력은 지극히 높아진다.성격은 승리맨의 비해 현명한 성격이다.
승리맨과 마찬가지로 지구에 살기 위해 "아츠이 유죠(厚井友情) / 코믹스판 한국명 - 김우정"라는 인간의 모습으로 들어온다.